# Água em Marte

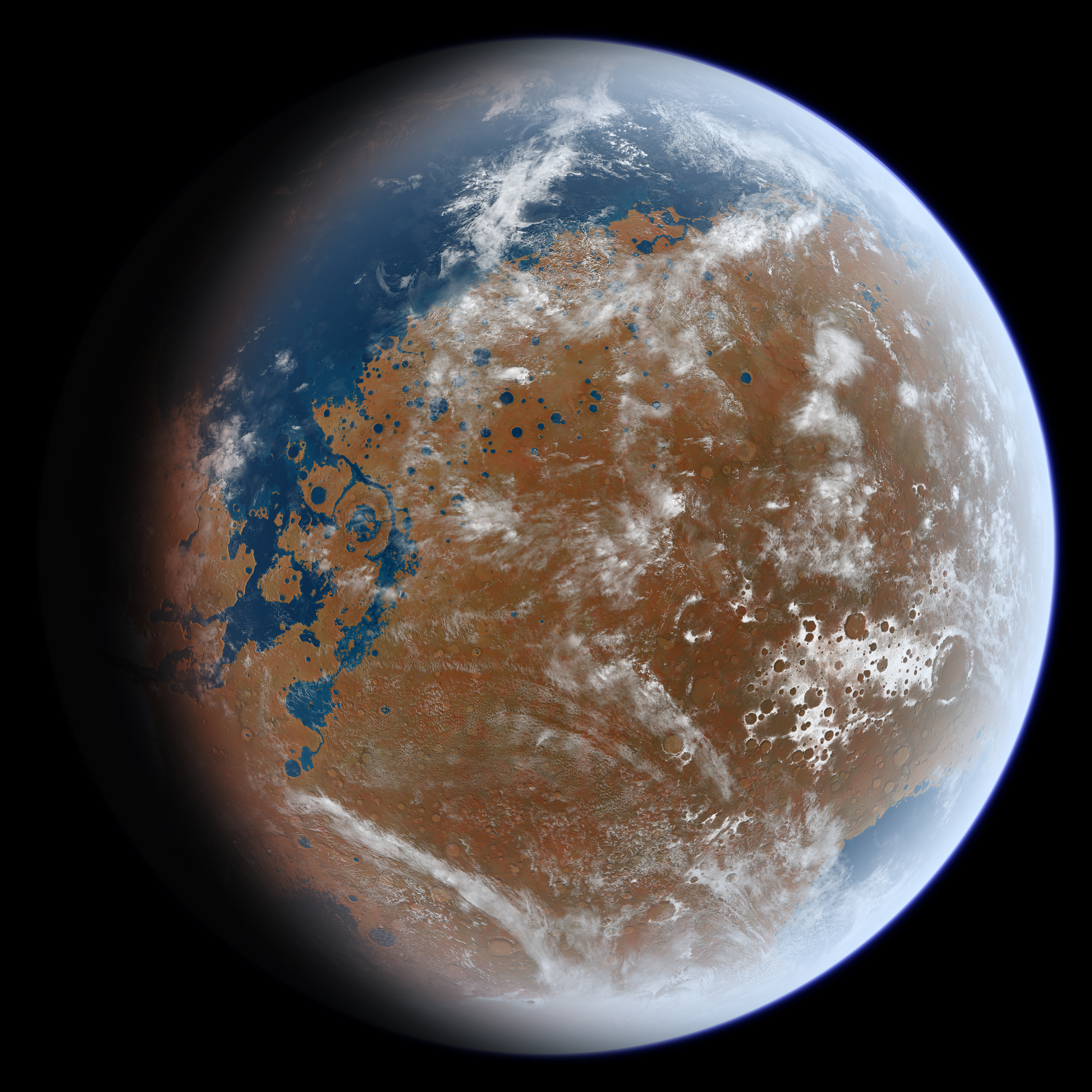
Representação artística de como Marte era antigamente, baseada em evidências geológicas

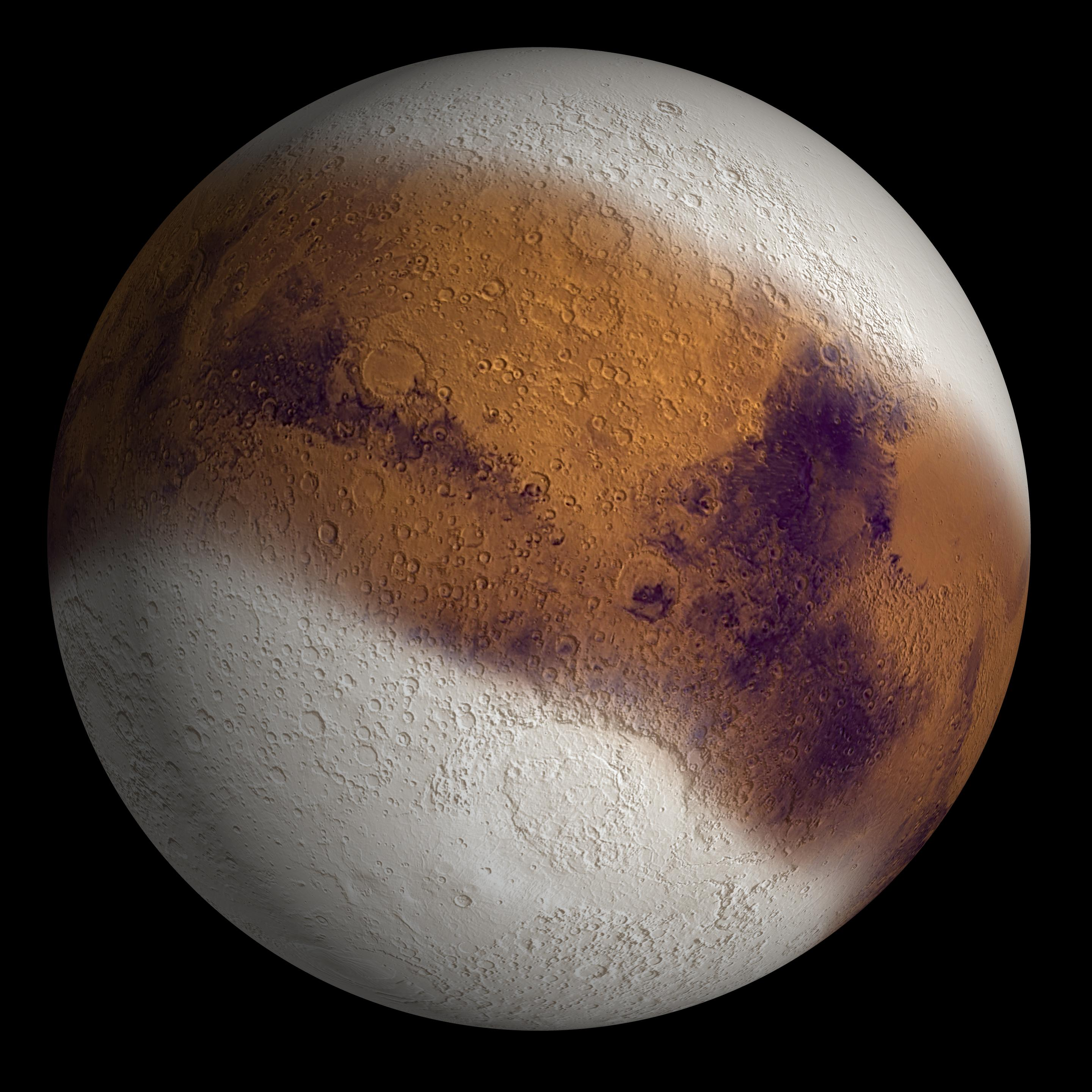
Marte durante sua última era glacial

A água em Marte é muito menos abundante que na Terra, encontrando-se, no entanto, presente nos três estados da matéria. A maior parte da água encontra-se aprisionada na criosfera (Permafrost e calotas polares), não estando, portanto, confirmada a existência de massas líquidas capazes de criar uma hidrosfera. Apenas uma pequena quantidade de vapor de água se encontra na atmosfera.
Em 28 de Setembro de 2015, a NASA anunciou a descoberta de água salgada em estado líquido a correr hoje em dia à superfície em alturas em que as temperaturas passam dos -23 °C, o que aumenta a possibilidade da existência de vida em Marte.
A água líquida não pode, contudo, ficar nesse estado durante muito tempo à superfície devido às condições atuais sobre a superfície do planeta. A média da pressão e temperatura é muito baixa, pelo que quando a temperatura baixa dos -23 °C desaparece, ocorrendo o congelamento e a sublimação. Apesar disso, a pesquisa sugere que no passado teria existido água em estado líquido suficiente para fluir sobre a superfície dando lugar ao aparecimento de grandes áreas semelhantes aos oceanos terrestres. No entanto, a grande questão permanece em saber como e onde a água se terá depositado.
Existem provas diretas da presença de água sobre ou sob a superfície, por exemplo: leitos, calotas polares, bem como as medições de espectroscópica, erosão de crateras ou minerais que apontaram para a existência de água líquida (exemplo, goethita). Conforme um artigo publicado no Journal of Geophysical Research, os cientistas estudaram o Lago Vostok na Antártica, concluindo que os mesmos fenômenos podem contribuir para demonstrar a existência de água líquida em Marte. Através de suas pesquisas, chegaram a formulação da hipótese de que se a existência do Lago Vostok antecedeu a glaciação perene, há uma elevada probabilidade de que este não possa congelar em toda a profundidade. Por tal motivo os cientistas estimam que se a água existia antes da formação das calotas polares de Marte, é provável que ainda se mantenha no estado líquido por baixo. Entretanto, a NASA, através da Revista Science, divulgou recentes descobertas de Fluxos de água em encostas quentes marcianas supostamente de alto teor salino, fator que impediria o congelamento. Recentemente o robô Curiosity detectou indícios de água em marte.

## Reservatórios subterrâneos
Marte contém reservatórios subterrâneos de água em estado líquido, que foram descobertos pela sonda Insight, da Nasa, que carregava um sismômetro, que ficou registrando tremores em marte durante 4 anos, que registrou junto, sinais sísmicos de um aquífero subterrâneo.

## Antigos canais e lagos
Existem dois tipos de canais (não confundir com os Canais de Schiaparelli) em Marte: os que são produzidos por correntes e os que são originados por água que emerge debaixo da superfície. Estes canais antigos ainda são visíveis nas imagens obtidas pelas sondas que exploraram o planeta.
Os canais produzidos por correntes são pequenos com menos de 20 km de comprimento e encontram-se nas terras altas e nas beiras das crateras. Pensa-se que teriam sido formados quando a água subterrânea ocasionalmente chegava à superfície.
Os canais de correntes estão associados com cheias catastróficas numa escala maior; bem maiores que as cheias já registradas na história geológica da Terra. Estas cheias podem ter sido originadas a partir de gelo derretido.
Antigos canais de rios desaguavam em vales marinhos, indicando que este imenso desfiladeiro esteve outrora inundado, causando a sedimentação em camadas que se encontram no interior do desfiladeiro. Nesta região e em outras regiões, como na cratera Schiaparelli (de 450 km de diâmetro), a presença de canais que desaguavam dentro das crateras leva a supor que se formavam pequenos lagos de água dentro destas.

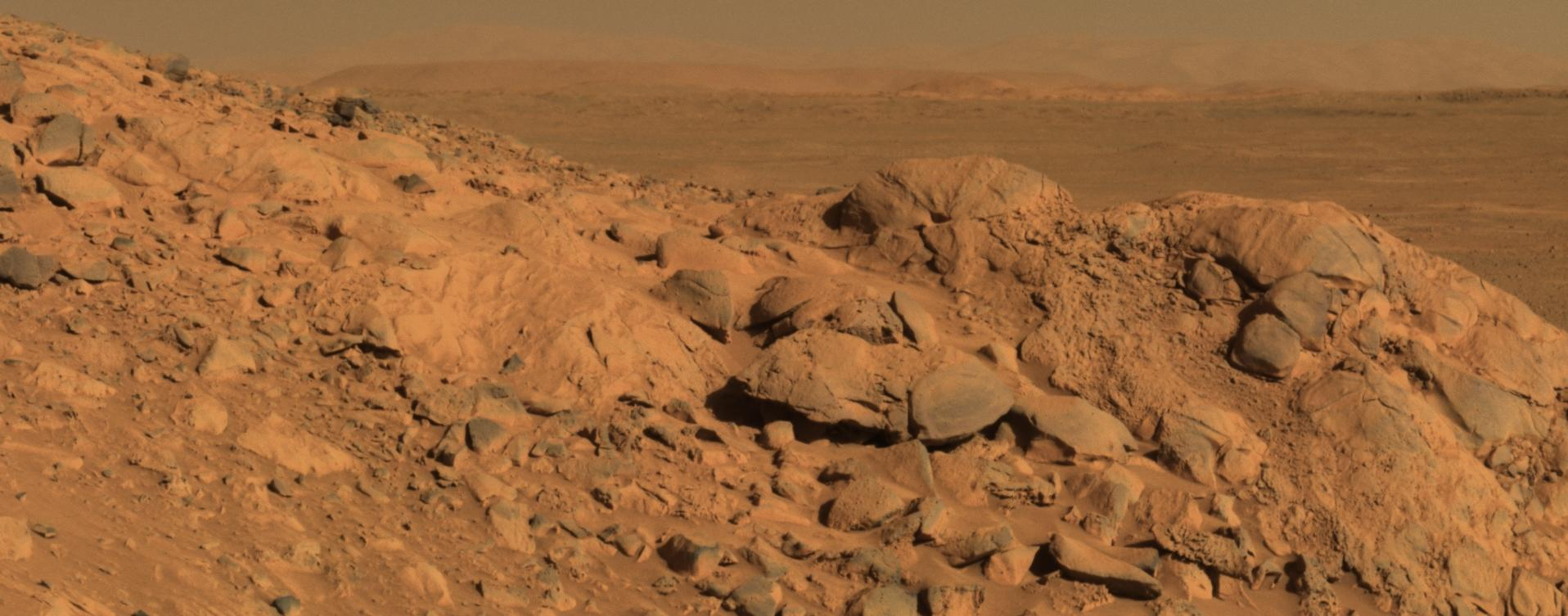
Fotografia tirada pelo rover Spirit a partir de um pequeno rochedo no meio da cratera Gusev que mostra a planície interior da cratera e a respectiva parede ao fundo, no horizonte

Ma'adim Vallis é um outro grande desfiladeiro e pensa-se que teria sido esculpido por água líquida no passado com pequenos canais ao longo das paredes do desfiladeiro. Nestes canais a água subterrânea se dissolvia parcialmente e fazia com que a rocha caísse em depósitos e fosse levada por outros processos de erosão. Ma'adim localiza-se numa região baixa no sul e se pensa que, no passado, contivesse um grande número de lagos a norte da Cratera de Gusev, perto do equador.
O Ares Vallis, um dos maiores canais de escoamento de Marte, atravessa a região em direção a Xanthe Terra, a noroeste; onde se localizam os grandes canais Tiu, Simud e Shalbatana, regiões das quais fotos a partir do espaço revelaram "ilhas" em forma de lemniscata e planícies aluviais que sugerem as grandes inundações que tiveram lugar em Marte. Estes aspectos têm origem na parte oeste de Margaritifer Sinus, numa região acidentada e desordenada conhecida como "Terreno Caótico". A inundação que teve lugar em Marte ocorreu em escala titânica, muito maior que qualquer uma verificada na Terra.
A cratera Gusev, que tem cerca de 170 km de diâmetro, e foi formada há cerca de 3 a 4 mil milhões de anos, parece ter sido um antigo lago, já que se encontra coberto por sedimentos até quase um quilômetro de profundidade. Certas formações do terreno na boca de Ma'adim Vallis, na entrada da cratera Gusev, assemelham-se aos deltas de rios terrestres. Estas formações na Terra levam centenas de milhares de anos para serem formadas, sugerindo que a água corria em Marte por longos períodos de tempo. Imagens tiradas da órbita indicam que teria existido um lago de dimensões bastante significativas perto da fonte de Ma'adim Vallis, que seria a origem dessa água. Não se sabe se a água corria lenta e continuamente com grandes enchentes esporádicas ou se seria uma combinação destes padrões.

## Mares perdidos
Entre as descobertas pelo Rover Opportunity está a presença de hematita em Marte na forma de pequenas esferas em Meridiani Planum. As esferas têm apenas alguns milímetros de diâmetro e acredita-se terem sido formadas como depósitos rochosos sob água há milhares de milhões de anos. Outros minerais encontrados continham formas de enxofre, ferro e bromo, tais como jarosita. Esta e outras evidências levaram que cientistas concluíssem que "a água líquida foi outrora presente de forma intermitente na superfície marciana em Meridiani, e por vezes saturava a sub-superfície. Porque a água líquida é um pré-requisito chave para a vida, Meridiani pode ter sido habitável por algum período de tempo na "História marciana". No lado oposto do planeta, o mineral goethita forma-se somente em presença de água, ao contrário da hematite. Outras evidências de água foram encontradas pelo Rover Spirit nas "Colinas Columbia".

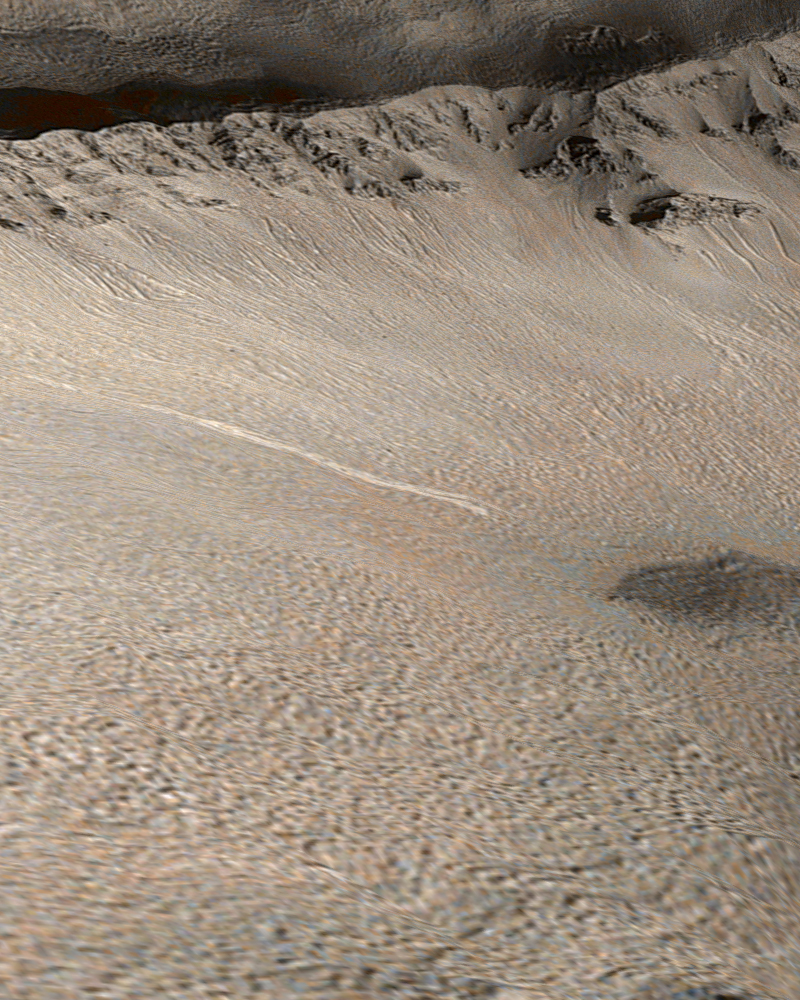
Possível escoamento de água do solo de Marte

A existência de um antigo mar do Norte continua a ser um mistério fundamental. Cerca de 3,4 bilhões de anos atrás, dois grandes meteoros se chocaram contra um mar no norte de Marte. O primeiro destes impactos gerou ondas maciças, cerca de 120 metros de altura, que transportavam pedras do tamanho de ônibus, sendo lançadas a quilômetros para o interior. As ondas inundaram mais de 570 000 quilômetros quadrados, uma área maior do que o estado da Bahia. O próximo impacto, que teria ocorrido alguns vários milhões de anos depois, encontrou um planeta que estava um pouco mais frio. Em vez de colidir com um mar totalmente líquido, o meteoro colidiu com um oceano congelado e, em vez de inundar as planícies marcianas e depois se escorrer de volta, essas ondas se espalharam pelo interior e pararam. A NASA avançou com uma hipotética história da água em Marte; onde demonstrou que a água poderá ter sido abundante em Marte até há cerca de 3 bilhões e 800 milhões de anos, antes de ter começado a desaparecer. Há 2 bilhões de anos já só restava um pequeno mar perto do Pólo Norte até desaparecer, quase por completo, 1 bilhão de anos depois.
O planeta teria cursos abundantes de água, e uma atmosfera muito mais densa que proporcionava temperaturas mais elevadas, permitindo a existência de água líquida. Presume-se que Marte tenha perdido muita da sua atmosfera devido ao vento solar que penetra pela ionosfera e de forma muito profunda na atmosfera marciana até uma altitude de 270 km. Ao perder a maior parte dessa atmosfera para o espaço, a pressão diminuiu e as temperaturas baixaram, a água desapareceu da superfície. Alguma subsiste na atmosfera, como vapor de água, mas em pequenas proporções (0,01%), assim como nas calotas polares, formando grandes massas de gelos perpétuos.

### Mares ocultos
Os europeus também descobriram que um imenso mar gelado pode estar abaixo da superfície de Marte na região sul de Elysium, perto do equador, compreendendo uma área chapeada e coberta por sedimentos de 800 por 900 km. Estes sedimentos cobrem o gelo, preservando-o no sítio. A água que terá formado este mar em Elysium, parece ter tido origem de baixo da superfície do planeta, emergindo numa série de fraturas conhecidas como Cerberus Fossae. No entanto esta afirmação continua a suscitar dúvidas. Jean-Pierre Bibring, do Instituto Espacial de Astrofísica da Universidade de Paris, concorda com a existência de água no planeta marciano. A análise dos dados da sonda Mars Express (ESA) e da Mars Reconnaissance (NASA) revela que "havia água, mas não formaria um grande oceano", diz.
Em julho de 2018, a Agência Espacial Italiana anunciou que os pesquisadores detectaram sinais de um grande e estável corpo de água líquida aprisionado sob 1 600 metros de gelo perto do pólo sul de Marte.

## Calotas polares

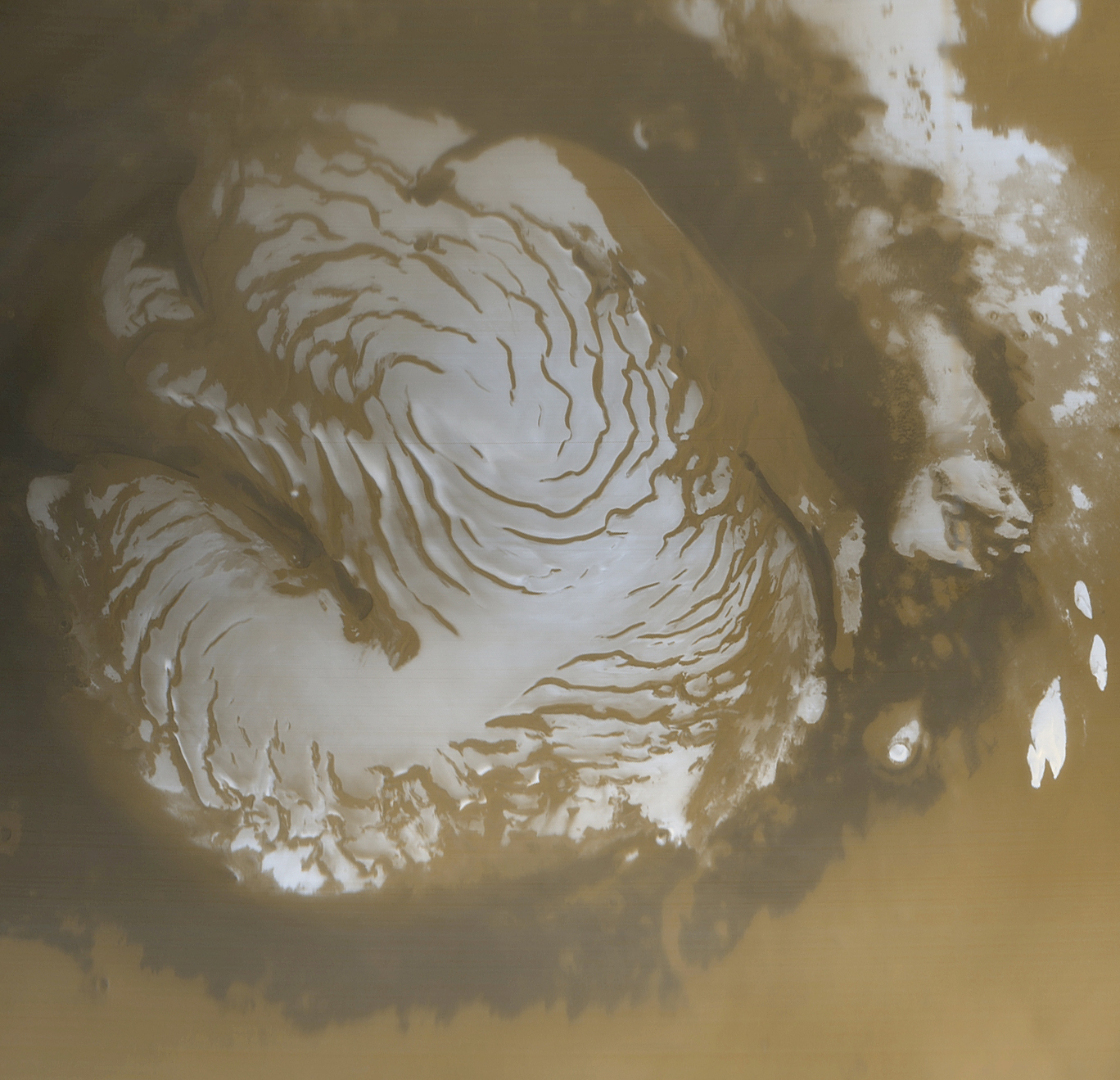
Calota polar norte em 1999

Em 29 de Julho de 2005, é anunciada a existência de um lago de gelo em Marte. Fotografias ao lago foram tiradas pela Mars Express da Agência Espacial Europeia, uma sonda que tem explorado o planeta.
O disco de gelo está localizado em Vastitas Borealis, uma planície vasta que cobre as latitudes mais a norte de Marte. O gelo que é bem visível está deitado sobre uma cratera que tem 35 km de diâmetro, com uma profundidade máxima de cerca de 2 km.
Os cientistas que estudaram as imagens dizem ter certeza que não é gelo seco (dióxido de carbono gelado), isto porque o gelo seco já tinha desaparecido da capa polar do Norte na altura em que a imagem foi tirada. O que pode ser mais um ponto a defender que terá existido vida em Marte, ou que ainda possa existir e que também é um forte incentivo para que sejam enviadas missões tripuladas por seres humanos.

### Água líquida subglacial

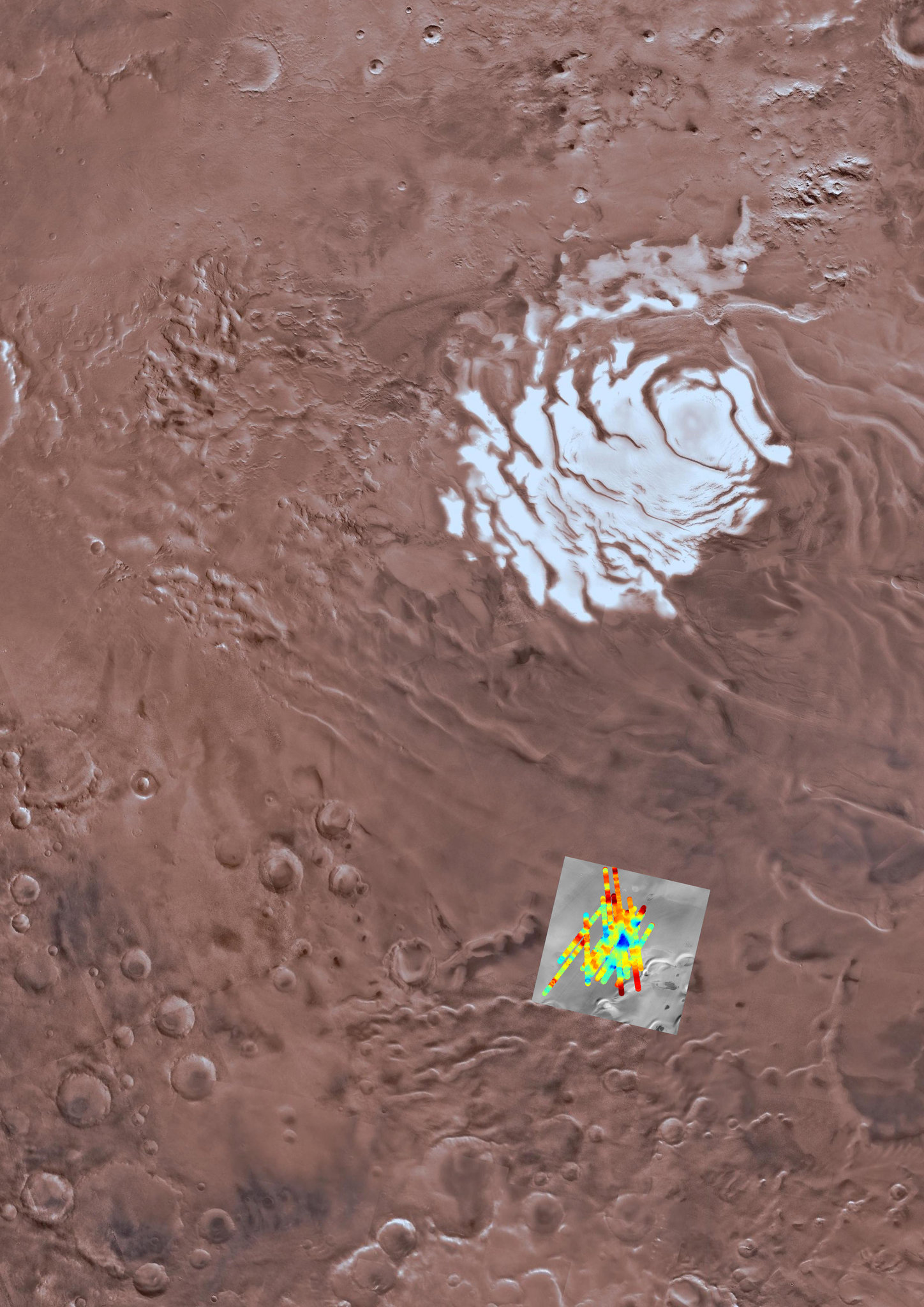
Local do corpo d'água subglacial polar sul (relatado em julho de 2018)

Em julho de 2018, cientistas relataram a detecção de um lago subglacial em Marte, a 1,5 km abaixo da calota polar do sul e com 20 quilômetros de diâmetro, sendo a primeira evidência de um corpo estável de água líquida no planeta. A evidência do lago marciano foi deduzida de um ponto brilhante nos dados do eco do radar, coletados entre maio de 2012 e dezembro de 2015, usando o radar MARSIS a bordo do satélite Mars Express. O lago detectado é centrado a 193°E, 81°S, uma área plana que não exibe características topográficas peculiares, mas é circundada por terrenos mais altos, exceto em seu lado oriental, onde há uma depressão. O radar SHARAD a bordo do Mars Reconnaissance Orbiter da NASA não detectou nenhum sinal do lago, mas a equipe tentará confirmar a descoberta quando seus parâmetros orbitais forem favoráveis.
Como a temperatura na base da calota polar é estimada em 205 K (−68°C; −91°F), os cientistas especulam que a água permaneça líquida pelo efeito anticongelante dos percloratos de magnésio e cálcio. A camada de gelo de 1,5 km cobrindo o lago é composta de gelo de água com 10% a 20% de pó misturado e coberta sazonalmente por uma camada de gelo de CO2 de 1 metro. Como a cobertura de dados brutos da calota de gelo do polo sul é limitada, os descobridores afirmaram que "não há razão para concluir que a presença de água subterrânea em Marte esteja limitada a um único local".
O lago pode consistir de águas claras, ou pode ser misturado com o solo e formar uma lama. Os altos níveis de sal do lago apresentariam dificuldades para a maioria das formas de vida, mas na Terra, organismos chamados halófilos prosperam em condições salgadas, embora não em soluções concentradas de perclorato.

## Descoberta de canais sazonais em 2015
Em setembro de 2015, os cientistas da NASA anunciaram a confirmação de que há água em estado líquido na superfície do planeta. De acordo com o anúncio, feito após quatro anos de estudos dos dados da sonda Mars Reconnaissance Orbiter, em certas circunstâncias, em determinadas épocas do ano e sob temperaturas específicas, córrego sazonais com água em estado líquido correm na superfície de algumas regiões de Marte.